# Слейт-Спрінгс (Міссісіпі)
Слейт-Спрінгс (англ. Slate Springs) — селище (англ. village) в США, в окрузі Калгун штату Міссісіпі. Населення — 105 осіб (2020).

## Географія
Слейт-Спрінгс розташований за координатами 33°44′30″ пн. ш. 89°22′31″ зх. д. / 33.74167° пн. ш. 89.37528° зх. д. (33.741713, -89.375167).  За даними Бюро перепису населення США в 2010 році селище мало площу 3,67 км², уся площа — суходіл.

## Демографія
Згідно з переписом 2010 року, у селищі мешкало 110 осіб у 48 домогосподарствах у складі 31 родини. Густота населення становила 30 осіб/км².  Було 60 помешкань (16/км²).
Расовий склад населення:
| - 96,4 % — білих - 0,9 % — чорних або афроамериканців |

До двох чи більше рас належало 2,7 %. Частка іспаномовних становила 0,9 % від усіх жителів.
За віковим діапазоном населення розподілялося таким чином: 22,7 % — особи молодші 18 років, 60,0 % — особи у віці 18—64 років, 17,3 % — особи у віці 65 років та старші. Медіана віку мешканця становила 43,0 року. На 100 осіб жіночої статі у селищі припадало 100,0 чоловіків;  на 100 жінок у віці від 18 років та старших — 112,5 чоловіків також старших 18 років.
Середній дохід на одне домашнє господарство  становив 58 108 доларів США (медіана — 51 250), а середній дохід на одну сім'ю — 70 394 долари (медіана — 61 250). За межею бідності перебувало 5,0 % осіб, у тому числі 0,0 % дітей у віці до 18 років та 0,0 % осіб у віці 65 років та старших.
Цивільне працевлаштоване населення становило 47 осіб. Основні галузі зайнятості: транспорт — 34,0 %, виробництво — 29,8 %, фінанси, страхування та нерухомість — 10,6 %, роздрібна торгівля — 6,4 %.